# El cumpleaños del perro
El cumpleaños del perro es una película mexicana filmada en 1974, dirigida y escrita por Jaime Humberto Hermosillo, Felipe Palomino como asistente de dirección, fotografía a color de Alex Phillips Jr., música de Joaquín Gutiérrez Heras, con obras musicales de Emiliano Uranga, interpretadas por la Orquesta de la sección de Filarmónicos del Sindicato de Trabajadores de la Producción Cinematográfica.

## Sinopsis
Mientras un campeón de natación y su esposa se encuentran con pocos recursos, planean abrir una escuela de natación e invitan a un viejo amigo suyo a que sea su socio inversionista. La idea no se realiza, pero ambos amigos descubren muchas más cosas en común entre ellos de las que imaginaban, como anhelar la libertad del matrimonio y la sumisión que sufren provocada por sus parejas. Deciden quebrantar sus familias  recurriendo al crimen y así vivir como han soñado.

## Reparto
- Jorge Martínez de Hoyos / Jorge Maldonado
- Héctor Bonilla / Gustavo Ballesteros
- Diana Bracho / Silvia
- Lina Montes / Gloria
- Marcelo Villamil / Lic. de la Rosa
- María Guadalupe  Delgado / Doña Amparo
- Miguel Ángel Ferriz / Toño
- Delia Casanova / secretaria